# Danica Radenković
Danica Radenković (* 9. Oktober 1992 in Niš) ist eine serbische Volleyball-Nationalspielerin.

## Karriere
Zu Beginn ihrer Karriere spielte Radenković bei mehreren serbischen Vereinen. Im Anschluss an ihr Engagement bei ŽOK Spartak wechselte sie zur Saison 2012/13 nach Italien zu Rebecchi Piacenza. Der Verein wurde in der Saison italienischer Meister und Pokalsieger. International erreichte Piacenza das Finale des Challenge Cups. Insgesamt spielte Radenković innerhalb des Teams eine untergeordnete Rolle und war lediglich zweite Zuspielerin.  2013 wechselte sie zum deutschen Meister Schweriner SC. Dort trat sie die Nachfolge der nach Istanbul gewechselten Zuspielerin Denise Hanke an. In ihrer ersten Saison in Schwerin konnte sie Erfahrungen in der Champions League sammeln; der Verein schied jedoch bereits in der Vorrunde aus dem Wettbewerb aus. Außerdem kam Radenković mit Schwerin ins Playoff-Viertelfinale der Bundesliga und ins Halbfinale des DVV-Pokals. Nach der Saison wechselte sie zum polnischen Verein Bank BPS Fakro Muszyna. Nach einem einjährigen Gastspiel dort, wechselte sie zum Ligakonkurrenten Trefl Sopot.
Bereits zu Beginn ihrer Karriere wurde Radenković serbische Junioren-Nationalspielerin und konnte bei mehreren Europameisterschaften lange im Wettbewerb verbleiben. Mehrfach wurde sie dabei als beste Zuspielerin ausgezeichnet.